# 沃利·安德祖纳斯
沃尔特·查尔斯·安德祖纳斯（英語：Walter Charles Anderzunas，1946年1月11日—1989年5月28日），美国NBA联盟职业篮球运动员。他在1969年NBA选秀中第2轮总第25顺位被亚特兰大鹰选中。